# Campionatul European de Volei Feminin din 1983
Campionatul European de Volei Feminin din 1983 a fost a treisprezecea ediție a Campionatului European de Volei organizată de CEV. A fost găzduită de RDG din 17 până în 25 septembrie 1983. Orașele gazdă au fost Rostock, Cottbus și Schwerin. La turneu au participat 12 echipe naționale și victoria finală a revenit echipei RDG-ului pentru prima oară.

## Echipe

### Calificate direct
- RDG  - țară organizatoare
- Bulgaria - campioana ediției precedente
- Uniunea Sovietică - viceampioana ediției precedente
- Ungaria - locul 3 la ediția precedentă
- Polonia - locul 5 la ediția precedentă
- Cehoslovacia - locul 6 la ediția precedentă

### Calificate în urma preliminariilor
- Franța
- Italia
- Țările de Jos
- RFG
- România
- Suedia

## Componența grupelor
| Grupa A - Bulgaria - Franța - Polonia - RFG | Grupa B - Cehoslovacia - Țările de Jos - România - Uniunea Sovietică | Grupa C - Italia - RDG - Suedia - Ungaria |  |

## Faza preliminară
| Calificare pentru turneul pentru locurile 1-6  |
| Calificare pentru turneul pentru locurile 7-12 |

### Grupa A -Schwerin
| L | Echipa   | P | M | V | Î | SC | SP | Ratio | PP  | PÎ  | Ratio |
| - | -------- | - | - | - | - | -- | -- | ----- | --- | --- | ----- |
| 1 | Bulgaria | 5 | 3 | 2 | 1 | 8  | 3  | 2,667 | 151 | 120 | 1,258 |
| 2 | RFG      | 5 | 3 | 2 | 1 | 6  | 4  | 1,500 | 125 | 108 | 1,157 |
| 3 | Polonia  | 5 | 3 | 2 | 1 | 7  | 6  | 1,167 | 170 | 150 | 1,133 |
| 4 | Franța   | 3 | 3 | 0 | 3 | 1  | 9  | 0,111 | 80  | 148 | 0,541 |

### Grupa B -Cottbus
| L | Echipa            | P | M | V | Î | SC | SP | Ratio | PP  | PÎ  | Ratio |
| - | ----------------- | - | - | - | - | -- | -- | ----- | --- | --- | ----- |
| 1 | Uniunea Sovietică | 6 | 3 | 3 | 0 | 9  | 1  | 9,000 | 144 | 68  | 2,118 |
| 2 | România           | 5 | 3 | 2 | 1 | 7  | 4  | 1,750 | 135 | 134 | 1,007 |
| 3 | Cehoslovacia      | 4 | 3 | 1 | 2 | 3  | 6  | 0,500 | 97  | 102 | 0,951 |
| 4 | Țările de Jos     | 3 | 3 | 0 | 3 | 1  | 9  | 0,111 | 80  | 152 | 0,526 |

### Grupa C -Rostock
| L | Echipa  | P | M | V | Î | SC | SP | Ratio | PP  | PÎ  | Ratio |
| - | ------- | - | - | - | - | -- | -- | ----- | --- | --- | ----- |
| 1 | RDG     | 6 | 3 | 3 | 0 | 9  | 0  | MAX   | 136 | 70  | 1,943 |
| 2 | Ungaria | 5 | 3 | 2 | 1 | 6  | 3  | 2,000 | 120 | 71  | 1,690 |
| 3 | Italia  | 4 | 3 | 1 | 2 | 3  | 6  | 0,500 | 91  | 117 | 0,778 |
| 4 | Suedia  | 3 | 3 | 0 | 3 | 0  | 9  | 0,000 | 46  | 135 | 0,341 |

## Faza finală

### Grupa pentru locurile 1-6 -Rostock
| L | Echipa            | P  | M | V | Î | SC | SP | Ratio | PP  | PÎ  | Ratio |
| - | ----------------- | -- | - | - | - | -- | -- | ----- | --- | --- | ----- |
| 1 | RDG               | 10 | 5 | 5 | 0 | 15 | 5  | 3,000 | 280 | 194 | 1,443 |
| 2 | Uniunea Sovietică | 9  | 5 | 4 | 1 | 14 | 7  | 2,000 | 268 | 211 | 1,270 |
| 3 | Ungaria           | 8  | 5 | 3 | 2 | 11 | 6  | 1,833 | 223 | 177 | 1,260 |
| 4 | Bulgaria          | 7  | 5 | 2 | 3 | 9  | 9  | 1,000 | 199 | 232 | 0,858 |
| 5 | RFG               | 6  | 5 | 1 | 4 | 4  | 13 | 0,308 | 181 | 227 | 0,797 |
| 6 | România           | 5  | 5 | 0 | 5 | 2  | 15 | 0,133 | 138 | 248 | 0,556 |

### Grupa pentru locurile 7-12 -Cottbus
| L | Echipa        | P | M | V | Î | SC | SP | Ratio | PP  | PÎ  | Ratio |
| - | ------------- | - | - | - | - | -- | -- | ----- | --- | --- | ----- |
| 1 | Italia        | 9 | 5 | 4 | 1 | 12 | 4  | 3,000 | 208 | 176 | 1,182 |
| 2 | Cehoslovacia  | 9 | 5 | 4 | 1 | 14 | 6  | 2,333 | 287 | 177 | 1,621 |
| 3 | Polonia       | 9 | 5 | 4 | 1 | 12 | 6  | 2,000 | 239 | 187 | 1,278 |
| 4 | Franța        | 7 | 5 | 2 | 3 | 10 | 11 | 0,909 | 244 | 265 | 0,921 |
| 5 | Țările de Jos | 6 | 5 | 1 | 4 | 4  | 12 | 0,333 | 152 | 212 | 0,717 |
| 6 | Suedia        | 5 | 5 | 0 | 5 | 2  | 15 | 0,133 | 138 | 251 | 0,550 |

## Clasamentul final
| Loc | Echipă            | Calificare pentru                                |
| --- | ----------------- | ------------------------------------------------ |
| 1   | RDG               | Campionatul European 1985                        |
| 2   | Uniunea Sovietică | Campionatul European 1985                        |
| 3   | Ungaria           | Campionatul European 1985                        |
| 4.  | Bulgaria          | Campionatul European 1985                        |
| 5.  | RFG               | Campionatul European 1985 Jocurile Olimpice 1984 |
| 6.  | România           |                                                  |
| 7.  | Italia            |                                                  |
| 8.  | Cehoslovacia      |                                                  |
| 9.  | Polonia           |                                                  |
| 10. | Franța            |                                                  |
| 11. | Țările de Jos     |                                                  |
| 12. | Suedia            |                                                  |

| Campionatul European de Volei feminin din 1983 RDG Primul titlu |